# Підстолій великий литовський
Підстолій великий литовський (лат. subdapifer Magni Ducatus Lithuaniae) — почесний уряд Великого князівства Литовського Речі Посполитої.

## Історія
У Великому князівстві Литовському титул з'явився з 1470-х років під кінець правління Казимира IV Ягеллончика: спочатку підстолій був заступником стольника великого литовського та допомагав останньому сервірувати стіл великого князя, пізніше виконував номінальні функції. Ця посада мала відповідник у Короні — посаду підстолія великого коронного. Траплялися випадки, особливо на початку існування посади, коли деяких осіб у документах одночасно називали стольником і підстолієм.

## Підстолії великі литовські[2]
- Петраш — підстолій великого князя Казимира Ягеллончика
- Войцех Янович Монивид (1475)
- Станіслав Кишка (1488—1492)
- Станіслав Янович Заберезинський (1495—1501)
- Василь Львович Глинський (1501—1507)
- Юрій Александрович (1508)
- Ян Завіша (1519—1526)
- Нарбутович (1529) - швидше за все, Ян Войцехович Нарбут(ович), який був стольником великим литовським (1529—1539)[3]
- Никодим Янович Цехановський (Цехановецький) (1536—1549)
- Станіслав Миколаєвич Пац (1552—1566)
- Андрій Григорович Ходкевич (1569—1575)
- Ян Янович Зенович (1576—1594)
- Кшиштоф Вольський (1595—1600)
- Кшиштоф Веселовський (1600—1604)
- Микола Глібович (1605—1611)
- Ян Станіслав Сапіга (1611—1617)
- Александр Казімєж Сапіга (1618—1619)
- Іван Єронім Ходкевич (1621)
- Кшиштоф Сапіга (1623—1630)
- Кшиштоф Міхал Сапіга (1630—1631)
- Гедеон Міхал Тризна (1631)
- Пйотр Война (1631—1633)
- Казимир Тишкевич (1633—1638)
- Павел Пйотр Тризна (1638—1639)
- Юрій Кароль Глібович (1639—1643)
- Олександр Жижемський (1643—1645)
- Павло Ян Сапіга (1645—1646)
- Кшиштоф Потоцький (1646—1653)
- Теодор Александр Ляцький (1653—1654)
- Александр Гіларій Полубінський (1654)
- Ян Самуель Пац (1654)
- Теодор Денгофф (1655—1656)
- Євстахій Казімєж Волович (1656—1658)
- Ян Кароль Копець (1658)
- Кшиштоф Францішек Сапіга (1658—1659)
- Марціан Александр Огінський (1659—1661)
- Казимир Ян Сапега (1661—1663)
- Бенедикт Павел Сапіга (1663—1665)
- Герард Денгофф (1666—1685)
- Казімєж Владислав Сапіга (1685—1686)
- Єжи Станіслав Сапіга (1686)
- Стефан Тизенгауз (1687)
- Марцін (Марціян) Міхал Кришпін-Кіршенштейн (1687—1689)
- Леон Казімєж Огінський (1690—1700)
- Міхал Потоцький (1708—1711)
- Миколай Кшиштоф Радзивілл (1711—1715)
- Ян Тарло (1715—1720)
- Міхал Фридерик Чарторийський (1720—1722)
- Станіслав Понятовський (1722)
- Казімєж Марціян Огінський (1722—1727)
- Антоній Міхал Потоцький (1728—1732)
- Францішек Боженцький (23.7.1732 — 9.10.1743)
- Юзеф Любомирський (22.9.1744 — 6.8.1755)
- Ян Жевуський (22.12.1756 — 17.9.1759)
- Станіслав Фердинанд Жевуський (24.9.1759 — 30.5.1760)
- Іґнацій Пац (30.5.1760 — 1765)
- Іґнацій Пйотр Сціпіо дель Кампо (Scipio del Campo; 9.12.1765 — 1786)
- Алойзій Сулістровський (4.12.1786 — 24.12.1787)
- Станіслав Григорій Варцель (27.12.1787 — 1795)